# Athens Trophy 1989
Athens Trophy 1989 — жіночий тенісний турнір, що проходив на відкритих кортах з ґрунтовим покриттям в Афінах (Греція). Належав до турнірів 1-ї категорії в рамках Туру WTA 1989. Турнір відбувся вчетверте і тривав з 11 до 17 вересня 1989 року. Сесілія Дальман здобула титул в одиночному розряді.

## Фінальна частина

### Одиночний розряд
Сесілія Дальман —  Рейчел Макквіллан 6–3, 1–6, 7–5
- Для Дальман це був єдиний титул за сезон і 1-й — за кар'єру.

### Парний розряд
Сандра Чеккіні /  Патрісія Тарабіні —  Зілке Маєр /  Елена Пампулова 4–6, 6–4, 6–2
- Для Чеккіні це був 2-й титул за сезон і 12-й — за кар'єру. Для Тарабіні це був 2-й титул за сезон і 2-й - за кар'єру.